# Waltoncythere acuta
Waltoncythere acuta är en kräftdjursart som först beskrevs av Hobbs och Peters 1977.  Waltoncythere acuta ingår i släktet Waltoncythere och familjen Entocytheridae. Inga underarter finns listade i Catalogue of Life.